# Смит, Дуг (баскетболист)
Дуглас «Дуг» Смит (англ. Douglas "Doug" Smith; родился 17 сентября 1969 года, Детройт, штат Мичиган, США) — американский профессиональный баскетболист.

## Ранние годы
Дуг Смит родился в городе Детройт (штат Мичиган), учился в местной школе Маккензи, в которой играл за местную баскетбольную команду. В 1991 году закончил Миссурийский университет, где в течение четырёх лет играл за команду «Миссури Тайгерс», в которой провёл успешную карьеру, набрав в итоге 2184 очка и 1053 подбора, к тому же один раз помог выиграть своей команде регулярный чемпионат конференции Big Eight (1990), а также два раза — турнир конференции Big Eight (1989, 1991).

## Карьера в НБА
Играл на позиции тяжёлого форварда. В 1991 году был выбран на драфте НБА под 6-м номером командой «Даллас Маверикс». Позже выступал за команды «Бостон Селтикс», «Оклахома-Сити Кэвэлри» (КБА), «Квад-Сити Тандер» (КБА), «Сент-Луис Суорм» (ИБЛ), «Канзас-Сити Найтс» (АБА) и «Грит-Лейкс Сторм» (КБА). Всего в НБА провёл 5 сезонов. Два года подряд признавался баскетболистом года среди студентов конференции Big Eight (1990—1991). Один раз включался во 2-ю всеамериканскую сборную NCAA (1990). Всего за карьеру в НБА сыграл 296 игр, в которых набрал 2356 очков (в среднем 8,0 за игру), сделал 1234 подбора, 400 передач, 224 перехвата и 150 блок-шотов.

## Карьера в сборной США
Дуг Смит выступал за национальную сборную США, в составе которой становился призёром различных соревнований. В 1989 году он выиграл в составе сборной США серебряные медали чемпионата Америки по баскетболу в Мехико. В 1990 году завоевал в составе сборной США бронзовые медали чемпионата мира по баскетболу в Буэнос-Айресе, а также серебряные медали игр доброй воли в Сиэтле. В 1999 году стал в составе сборной США вице-чемпионом Панамериканских игр в Виннипеге.

## Статистика

### Статистика в НБА
| Сезон                                                                                    | Команда | Регулярный сезон | Регулярный сезон | Регулярный сезон | Регулярный сезон | Регулярный сезон | Регулярный сезон | Регулярный сезон | Регулярный сезон | Регулярный сезон | Регулярный сезон | Регулярный сезон | Серия плей-офф | Серия плей-офф | Серия плей-офф | Серия плей-офф | Серия плей-офф | Серия плей-офф | Серия плей-офф | Серия плей-офф | Серия плей-офф | Серия плей-офф | Серия плей-офф |
| Сезон                                                                                    | Команда | GP               | GS               | MPG              | FG%              | 3P%              | FT%              | RPG              | APG              | SPG              | BPG              | PPG              | GP             | GS             | MPG            | FG%            | 3P%            | FT%            | RPG            | APG            | SPG            | BPG            | PPG            |
| ---------------------------------------------------------------------------------------- | ------- | ---------------- | ---------------- | ---------------- | ---------------- | ---------------- | ---------------- | ---------------- | ---------------- | ---------------- | ---------------- | ---------------- | -------------- | -------------- | -------------- | -------------- | -------------- | -------------- | -------------- | -------------- | -------------- | -------------- | -------------- |
| 1991/92                                                                                  | Даллас  | 76               | 32               | 22,5             | 41,5             | 0,0              | 73,6             | 5,1              | 1,7              | 0,8              | 0,4              | 8,8              | Не участвовал  | Не участвовал  | Не участвовал  | Не участвовал  | Не участвовал  | Не участвовал  | Не участвовал  | Не участвовал  | Не участвовал  | Не участвовал  | Не участвовал  |
| 1992/93                                                                                  | Даллас  | 61               | 42               | 25,0             | 43,4             | 0,0              | 75,7             | 5,4              | 1,7              | 0,8              | 0,9              | 10,4             | Не участвовал  | Не участвовал  | Не участвовал  | Не участвовал  | Не участвовал  | Не участвовал  | Не участвовал  | Не участвовал  | Не участвовал  | Не участвовал  | Не участвовал  |
| 1993/94                                                                                  | Даллас  | 79               | 42               | 21,3             | 43,5             | 22,2             | 83,5             | 4,4              | 1,5              | 1,0              | 0,5              | 8,8              | Не участвовал  | Не участвовал  | Не участвовал  | Не участвовал  | Не участвовал  | Не участвовал  | Не участвовал  | Не участвовал  | Не участвовал  | Не участвовал  | Не участвовал  |
| 1994/95                                                                                  | Даллас  | 63               | 0                | 13,1             | 41,7             | 8,3              | 76,0             | 2,3              | 0,7              | 0,5              | 0,4              | 5,1              | Не участвовал  | Не участвовал  | Не участвовал  | Не участвовал  | Не участвовал  | Не участвовал  | Не участвовал  | Не участвовал  | Не участвовал  | Не участвовал  | Не участвовал  |
| 1995/96                                                                                  | Бостон  | 17               | 2                | 5,4              | 35,9             | -                | 62,5             | 1,3              | 0,2              | 0,2              | 0,0              | 1,9              | Не участвовал  | Не участвовал  | Не участвовал  | Не участвовал  | Не участвовал  | Не участвовал  | Не участвовал  | Не участвовал  | Не участвовал  | Не участвовал  | Не участвовал  |
|                                                                                          | Всего   | 296              | 118              | 19,7             | 42,5             | 8,3              | 77,3             | 4,2              | 1,4              | 0,8              | 0,5              | 8,0              | Не участвовал  | Не участвовал  | Не участвовал  | Не участвовал  | Не участвовал  | Не участвовал  | Не участвовал  | Не участвовал  | Не участвовал  | Не участвовал  | Не участвовал  |
| Наведите курсор мыши на аббревиатуры в заголовке таблицы, чтобы прочесть их расшифровку. |         |                  |                  |                  |                  |                  |                  |                  |                  |                  |                  |                  |                |                |                |                |                |                |                |                |                |                |                |

### Статистика в NCAA
| Сезон | Команда | Conf  | Class | GP  | GS  | MPG  | FG%  | 3P%  | FT%  | RPG  | APG | SPG | BPG | PPG  |
| --- | ------- | ----- | ----- | --- | --- | ---- | ---- | ---- | ---- | ---- | --- | --- | --- | ---- |
| 1987/88 | Миссури | Big 8 | FR    | 30  | 16  | 26,4 | 50,3 |      | 64,0 | 6,6  | 2,4 | 1,0 | 1,1 | 11,3 |
| 1988/89 | Миссури | Big 8 | SO    | 36  | 35  | 27,1 | 47,7 | 25,0 | 73,6 | 6,9  | 2,4 | 1,1 | 0,7 | 13,9 |
| 1989/90 | Миссури | Big 8 | JR    | 32  | 32  | 29,4 | 56,3 | 0,0  | 71,4 | 9,2  | 2,0 | 1,4 | 0,9 | 19,8 |
| 1990/91 | Миссури | Big 8 | SR    | 30  | 30  | 35,0 | 49,7 | 16,7 | 82,1 | 10,4 | 3,2 | 2,1 | 1,4 | 23,6 |
| Всего | Всего   | Всего | Всего | 128 | 113 | 29,4 | 51,0 | 17,4 | 74,7 | 8,2  | 2,5 | 1,4 | 1,0 | 17,1 |
| Наведите курсор мыши на аббревиатуры в заголовке таблицы, чтобы прочесть их расшифровку Статистика приведена с сайта sports-reference.com |         |       |       |     |     |      |      |      |      |      |     |     |     |      |